# Aleksandra Kasprzak
Aleksandra Kasprzak (ur. 1998 w Płocku) – polska poetka, dziennikarka, slamerka, podkasterka, satyryczka i redaktorka naczelna ASZdziennika.

## Życiorys
Ukończyła naukę w Zespole Szkół nr 1 w Sierpcu, a następnie rusycystykę i sztukę pisania na Uniwersytecie im. Adama Mickiewicza w Poznaniu. Od 2022 roku jest redaktorką satyrycznego portalu ASZdziennik. W 2022 roku współpracowała z Teatrem Ósmego Dnia w Poznaniu. Od 12 marca 2024 roku na łamach serwisu Podtail prowadzi podcast „Morze Czerwone”. Od września 2024 roku prowadzi kącik satyryczny na łamach magazynu Replika. Uczestniczka slamów poetyckich, w tym: 6. (2022, półfinalistka) i 7. Ogólnopolskich Mistrzostw Polski Slamu Poetyckiego (2023). Reprezentantka Polski i półfinalistka Grand Poetry Slam – Mistrzostw Świata Slamu Poetyckiego w Paryżu (2024).
Autorka powieści Wydrąż mi rodzinę w serze (2024), będącej portretem sierpeckiej rodziny, opisującej historię dorastania w rodzinie obarczonej biedą i problemem alkoholizmu. Pomimo poruszanej tematyki, pisana jest z dozą absurdalnego humoru i naturalizmu. Książka recenzowana była m.in. na łamach: Gazety Wyborczej (autorka Olga Wróbel), Kącika Popkultury (autor Robert Solski), NaTemat.pl i Biura Literackiego (autorka Anna Cieplak).

## Publikacje
- Mój świat, Sierpc: Miejska Biblioteka Publiczna w Sierpcu 2017[23].
- Bartczak K. i inni red., Romantyczność 2022: współczesne ballady i romanse inspirowane twórczością Adama Mickiewicza, Poezje, Kołobrzeg: Biuro Literackie, 2022 (249), ISBN 978-83-67249-19-5.
- Cyranowicz M,., Dłubała B., Kasprzak A. i inni, prz[...]szłość, Fundacja Wolne Lektury 2022[24].
- Kobus W. (red.), Slam. Antologia poezji slamerskiej, Szamotuły: Fundacja Kultura Akcja, 2022.
- Brzozowski K. i inni red., Połów: poetyckie i prozatorskie debiuty 2023, Poezje, Kołobrzeg: Biuro Literackie, 2024 (279), ISBN 978-83-67706-41-4.
- Kasprzak A., Wydrąż mi rodzinę w serze, Proza, Kołobrzeg: Biuro Literackie, 2024 (71), ISBN 978-83-67706-45-2.

## Nagrody i wyróżnienia
- 2017: 10. Konkurs Literacki „Młodzi Sierpeccy Twórcy Literatury” organizowanego przez Bibliotekę Miejską w Sierpcu –I miejsce[23].
- 2021: XXIX Konkurs Literacki im. Dionizego Maliszewskiego w Ostrołęce, I miejsce.
- 2022: XXX Konkurs Literacki im. Dionizego Maliszewskiego w Ostrołęce, I miejsce[4].
- 2022: Konkurs „Wiersze, które należy mówić głośno”, I nagroda[4].
- 2022: Konkurs Wolnych Lektur, laureatka, za wiersze: Niebezpieczeństwo jedzenia w miejscach publicznych i prywatnych oraz Badania terenowe nad polskim seksem[24].
- 2022: XXVIII Ogólnopolski Konkurs Poetycki im. Jacka Bierezina, wyróżnienie za projekt książki balonik z mięsem[25].
- 2022: XXVIII Ogólnopolski Konkurs Poetycki im. Jacka Bierezina, XVIII Turniej Jednego Wiersza o Czekan Jacka Bierezina, I wyróżnienie[26].
- 2022: 6. Ogólnopolskie Mistrzostwa Slamu Poetyckiego – finaliska[13].
- 2023: XIX Międzynarodowy Festiwal Opowiadania, konkurs „Murowałem całą noc” na najlepsze opowiadanie roku 2023, wyróżnienie za opowiadanie GUILT_TRIP_IS_EKSTRA[27].
- 2023: XXIX Ogólnopolski Konkurs Poetycki im. Jacka Bierezina, laureatka nagrody publiczności[15], za projekt tomu Dziewczyna nie jest konfesjonałem[28].
- 2023: 18. Edycja „Połowu” Biura Literackiego – finalistka[29][30].
- 2024: XX Międzynarodowy Festiwal Opowiadania, konkurs „Puste schroniska” na najlepsze opowiadanie roku 2024, nominacja za opowiadanie Awans przez łóżko[31].
- 2024: Grand Poetry Slam, Mistrzostwach Świata Slamu Poetyckiego w Paryżu – półfinał[16][17].